# Associazione Calcio Entella 1968-1969
Questa pagina raccoglie le informazioni riguardanti l'Associazione Calcio Entella nelle competizioni ufficiali della stagione  1968-1969.

## Divise
| 1ª divisa | 2ª divisa |

## Rosa
| N. |                   | Ruolo | Calciatore          |
| -- | ----------------- | ----- | ------------------- |
|    | Italia (bandiera) | P     | Remo Bianchi        |
|    | Italia (bandiera) | C     | Giorgio Cavicchioli |
|    | Italia (bandiera) | A     | Wilmer Cazzaniga    |
|    | Italia (bandiera) | D     | Mario Delle Piane   |
|    | Italia (bandiera) | C     | Franco Dianti       |
|    | Italia (bandiera) | C     | Elvio Fontana       |
|    | Italia (bandiera) | D     | Alessandro Giordan  |
|    | Italia (bandiera) | C     | Orazio Gittone      |
|    | Italia (bandiera) | A     | Lino Imelli         |

| N. |                   | Ruolo | Calciatore       |
| -- | ----------------- | ----- | ---------------- |
|    | Italia (bandiera) | D     | Franco Lavagna   |
|    | Italia (bandiera) | A     | Roberto Lazzari  |
|    | Italia (bandiera) | A     | Massimo Lupi     |
|    | Italia (bandiera) | D     | Ermes Nadalin    |
|    | Italia (bandiera) | C     | Mario Pacciani   |
|    | Italia (bandiera) | C     | Marino Scabini   |
|    | Italia (bandiera) | C     | Roberto Tassara  |
|    | Italia (bandiera) | A     | Wladimiro Zunino |